# 幾何学単位系
幾何学単位系（きかがくたんいけい）とは、物理学、特に一般相対性理論において用いられる単位系である。20世紀後半の宇宙論においては広く使用されており、1973年に発行されたチャールズ・マイスナー、キップ・ソーン、ジョン・ホイーラーによる一般相対論の教科書『Gravitation』 (英語版) でも採用された。

## 概要
幾何学単位系において、光速度 {\displaystyle c} と万有引力定数 {\displaystyle G} は1であり、また単位は長さの冪 (無次元も含む) によって表現される。従って、1mに対応する時間単位は {\textstyle c^{-1}\fallingdotseq 3.3356\times 10^{-9}} (秒)、質量単位は {\textstyle c^{2}G^{-1}\fallingdotseq 1.3466\times 10^{27}}(kg) となる。
幾何学単位系で表現すると、すべての G や c が数式から消えるので、相対性理論の多くの方程式が非常に単純な形になる。たとえば、質量 m で、非回転、非帯電のブラックホールのシュワルツシルト半径 r は、単純に r = 2m と表わすことができる。
幾何学単位系は長さ・時間・質量およびそれらの組立単位を規定するが、それ以外については特に言及されていない。幾何学単位系と同様に光速度と万有引力定数を1とした単位系としては、ストーニー単位系 (en:Stoney units) やプランク単位系が存在する。

## 定義
幾何学単位系において、すべての時間間隔は光がその時間間隔に移動した距離として解釈される。つまり、秒を光秒と解釈し、時間は長さの次元を持つとする。これは、特殊相対性理論の運動法則においては、時間と距離は同じ基盤の上にあるという概念によるものである。
エネルギーと運動量は4元運動量ベクトルの構成要素と解釈され、質量はこのベクトルの大きさであるので、幾何学単位系では、これらは長さの次元を持つことになる。キログラムで表わされた質量は、G/c2 をかけることによってメートルで表わされた同じ質量に換算することができる。例えば、太陽の質量は国際単位系では 2.0×1030 kg であるが、幾何学単位系では 1.5 km となる。これは、太陽と同じ質量を持つブラックホールのシュワルツシルト半径の半分である。他の物理量についての換算率は、G と c を組み合わせることによって導出することができる。
アインシュタインテンソルのような「曲率テンソル」の構成要素は、幾何学単位系では断面曲率（L－2）の次元を持つ。エネルギー・運動量テンソルの構成要素も同様である。時空の計量テンソルは無次元であるため、アインシュタインの場の方程式は、断面曲率の次元で次元的に一貫している。このとき、アインシュタインの重力定数は8πとなる。
「経路曲率」は曲線の曲率ベクトルの大きさの逆数なので、幾何学単位系では、それは「長さの逆数」の次元を持つ。経路曲率は時空における非測地的な曲線の曲がりかたを測定し、時間的曲線をある観測者の世界線と解釈するならば、その経路曲率はその観測者が経験する加速度の大きさと解釈することができる。経路曲率と同一視することができる物理量には、電磁場テンソルの構成要素を含む。
幾何学単位系においては、すべての速度は曲線の傾きと解釈することができる。傾きは明らかに無次元量である。 無次元量と同一視することができる物理量には、電磁気ポテンシャルの 4元ベクトルと電磁流の 4元ベクトルの構成要素を含む。
質量や電荷のような時間的ベクトルの大きさと同一視することのできる物理量は、「長さ」の次元を持つ。角運動量のような2-ベクトル（en:bivector、面素ベクトルに相当する2階外積空間のベクトル）の大きさと同一視することができる物理量は、「面積」の次元を持つ。
| 物理量         | 幾何学単位系 | 係数                     | 国際単位系               |
| -------------- | ------------ | ------------------------ | ------------------------ |
| 質量           | m            | {\textstyle c^{2}G^{-1}} | 1.3466×1027 kg           |
| 長さ           | m            | {\textstyle 1}           | 1 m                      |
| 時間           | m            | {\textstyle c^{-1}}      | 3.3356×10−9 s            |
| エネルギー     | m            | {\textstyle c^{4}G^{-1}} | 1.2102×1044 kg⋅m2⋅s－2   |
| 速度           | 1 (無次元量) | {\textstyle c}           | 2.9979×108 m⋅s−1         |
| 角運動量       | m2           | {\textstyle c^{3}G^{-1}} | 4.037×1035 kg⋅m2⋅s－1    |
| エネルギー密度 | m－2         | {\textstyle c^{4}G^{-1}} | 1.2102×1044 kg⋅m－1⋅s－2 |